# Arnold Houbraken
Arnold Houbraken (Dordrecht, 28 mars 1660 – Amsterdam, 14 octobre 1719) est un peintre et biographe néerlandais (Provinces-unies).
Il est le père du graveur Jacobus Houbraken et est célèbre pour son dictionnaire biographique De groote schouburgh der Nederlantsche konstschilders en schilderessen (Le Grand Théâtre des peintres néerlandais).

## Biographie
Vers 1675, Houbraken fait son apprentissage auprès de Jacob Levecq dans les derniers mois de la vie de ce dernier et de Samuel Van Hoogstraten entre autres.
En 1685, il épouse Sara Sasbout.
Vers 1709, il part s'établir à Amsterdam.
En 1713, il entreprend un voyage à travers l'Angleterre pour illustrer une œuvre historique.

## Œuvre picturale
Arnold Houbraken a peint des tableaux à sujets mythologiques et bibliques, ainsi que des portraits et des paysages.

## Œuvre écrite
Arnold Houbraken est l'auteur de De groote schouburgh der Nederlantsche konstschilders en schilderessen (en français : Le Grand Théâtre des artistes et peintres néerlandais, 1718–1721), qui contient les biographies de peintres du XVIIe siècle. Ce livre en trois parties, qui fut conçu par son auteur comme étant la suite du Schilder-boeck (Le Livre des peintres) de Carel Van Mander, publié en 1604, constitue dans son domaine, au même titre que ce dernier, une source d'informations extrêmement importante. Trente ans après la mort de Houbraken, une seconde édition de son livre a été publiée, avec quelques modifications ; une édition en fac-similé a paru en 1976 chez B. M. Israel BV à Amsterdam.